# CARIFTA Games 1976
Die 5. CARIFTA Games fanden vom 19. bis zum 20. April 1976 in der bahamaischen Hauptstadt Nassau statt, das damit erstmals Ausrichtungsort der Spiele war. Teilnahmeberechtigt waren alle Staaten, die Teil der Caribbean Free Trade Association (CARIFTA) sind. Es wurden Wettbewerbe in der U17- und U20-Altersklasse ausgetragen.

## Männer U20

### 100 m
| Platz | Athlet          | Land | Zeit (s) |
| ----- | --------------- | ---- | -------- |
| 1     | Everald Samuels | JAM  | 10,7     |
| 2     | Rickey Moxey    | BHS  | 10,8     |
| 3     | Gregory Simons  | BER  | 10,8     |

### 200 m
| Platz | Athlet          | Land | Zeit (s) |
| ----- | --------------- | ---- | -------- |
| 1     | Everald Samuels | JAM  | 21,7     |
| 2     | Rickey Moxey    | BHS  | 21,7     |
| 3     | Gregory Simons  | BAR  | 22,0     |

### 400 m
| Platz | Athlet           | Land | Zeit (s) |
| ----- | ---------------- | ---- | -------- |
| 1     | Anthony Lyons    | TTO  | 48,3     |
| 2     | Anthony Octobern | GUY  | 48,4     |
| 3     | Dennis Henry     | JAM  | 48,7     |
| 4     |                  |      |          |
| 5     | Dean Greenaway   | IVB  | 48,9     |

### 800 m
| Platz | Athlet       | Land | Zeit (min) |
| ----- | ------------ | ---- | ---------- |
| 1     | Trevor Small | BRB  | 1:54,4     |
| 2     | Oliver Alves | GUY  | 1:56,4     |
| 3     | D. Luton     | JAM  | 1:57,1     |

### 1500 m
| Platz | Athlet          | Land | Zeit (min) |
| ----- | --------------- | ---- | ---------- |
| 1     | Trevor Small    | BRB  | 4:03,8     |
| 2     | Sylvester Smith | JAM  | 4:05,0     |
| 3     | Anthony West    | TTO  | 4:06,3     |

### 3000 m
| Platz | Athlet          | Land | Zeit (min) |
| ----- | --------------- | ---- | ---------- |
| 1     | Trevor Small    | BRB  | 8:48,2     |
| 2     | Oliver Alves    | GUY  | 8:49,6     |
| 3     | Sylvester Smith | JAM  | 8:52,6     |

### 110 m Hürden
| Platz | Athlet           | Land | Zeit (s) |
| ----- | ---------------- | ---- | -------- |
| 1     | Jocelyn Wynter   | JAM  | 15,0     |
| 2     | Mark Stoute      | BRB  | 15,4     |
| 3     | Antoine Sterling | BMU  | 15,7     |

### 400 m Hürden
| Platz | Athlet          | Land | Zeit (s) |
| ----- | --------------- | ---- | -------- |
| 1     | Everton Dacosta | JAM  | 54,6     |
| 2     | Jocelyn Wynter  | JAM  | 56,6     |
| 3     | Mark Stoute     | BRB  | 56,9     |

### 4 × 100 m Staffel
| Platz | Land                | Athleten | Zeit (s) |
| ----- | ------------------- | -------- | -------- |
| 1     | Bermuda             |          | 42,1     |
| 2     | Bahamas             |          | 42,2     |
| 3     | Jamaika             |          | 42,8     |
|       | Trinidad und Tobago |          | DSQ      |

### 4 × 400 m Staffel
| Platz | Land                | Athleten | Zeit (min) |
| ----- | ------------------- | -------- | ---------- |
| 1     | Jamaika             |          | 3:16,8     |
| 2     | Bermuda             |          | 3:19,3     |
| 3     | Barbados            |          | 3:20,5     |
|       | Trinidad und Tobago |          | DSQ        |

### Hochsprung
| Platz | Athlet           | Land | Höhe (m) |
| ----- | ---------------- | ---- | -------- |
| 1     | Winston Strachan | BHS  | 1,93     |
| 2     | Wildgoose        | BHS  | 1,85     |
| 3     | Curtis Charles   | BMU  | 1,83     |

### Stabhochsprung
| Platz | Athlet              | Land | Höhe (m) |
| ----- | ------------------- | ---- | -------- |
| 1     | Ricardo Lightbourne | BHS  | 3,50     |
| 2     | Carty               | JAM  | 3,20     |
| 3     | Derek Hill          | BMU  | 3,05     |

### Weitsprung
| Platz | Athlet           | Land | Weite (m) |
| ----- | ---------------- | ---- | --------- |
| 1     | Ken Brimmer      | BMU  | 7,28      |
| 2     | Steve Hanna      | BHS  | 7,06      |
| 3     | Winston Strachan | BHS  | 6,98      |

### Dreisprung
| Platz | Athlet         | Land | Weite (m) |
| ----- | -------------- | ---- | --------- |
| 1     | Steve Hanna    | BHS  | 15,52     |
| 2     | Ken Brimmer    | BMU  | 15,36     |
| 3     | Curtis Charles | BMU  | 14,32     |

### Kugelstoßen
| Platz | Athlet         | Land | Weite (m) |
| ----- | -------------- | ---- | --------- |
| 1     | Brad Cooper    | BHS  | 15,71     |
| 2     | Dilton Woodley | BMU  | 15,14     |
| 3     | Tex Innerarity | JAM  | 14,55     |

### Diskuswurf
| Platz | Athlet            | Land | Weite (m) |
| ----- | ----------------- | ---- | --------- |
| 1     | Brad Cooper       | BHS  | 53,62     |
| 2     | Dilton Woodley    | BMU  | 48,34     |
| 3     | Stanley Goodridge | JAM  | 46,26     |

### Speerwurf
| Platz | Athlet         | Land | Weite (m) |
| ----- | -------------- | ---- | --------- |
| 1     | Durant         | BMU  | 57,20     |
| 2     | Marlon Gocking | TTO  | 55,04     |
| 3     | Clarke         | BHS  | 53,92     |

## Frauen U20

### 100 m
| Platz | Athletin         | Land | Zeit (s) |
| ----- | ---------------- | ---- | -------- |
| 1     | Debbie Jones     | BER  | 11,7     |
| 2     | Jacqueline Pusey | JAM  | 11,9     |
| 3     | Shonel Ferguson  | BHS  | 11,9     |

### 200 m
| Platz | Athletin           | Land | Zeit (s) |
| ----- | ------------------ | ---- | -------- |
| 1     | Debbie Jones       | BER  | 23,6     |
| 2     | Jacqueline Pusey   | JAM  | 23,7     |
| 3     | Maureen Gottschalk | JAM  | 24,6     |

### 400 m
| Platz | Athletin      | Land | Zeit (s) |
| ----- | ------------- | ---- | -------- |
| 1     | Debbie Jones  | BER  | 54,8 CR  |
| 2     | Verone Webber | JAM  | 55,4     |
| 3     | Reva Knight   | JAM  | 57,0     |

### 800 m
| Platz | Athletin       | Land | Zeit (min) |
| ----- | -------------- | ---- | ---------- |
| 1     | Carlota McNabb | JAM  | 2:16,2     |
| 2     | Gina Smith     | BRB  | 2:16,5     |
| 3     | Diane Nancis   | TTO  | 2:18,5     |

### 1500 m
| Platz | Athletin        | Land | Zeit (min) |
| ----- | --------------- | ---- | ---------- |
| 1     | Lavonne Roberts | BRB  | 4:49,0     |
| 2     | Diane Nancis    | TTO  | 4:51,6     |
| 3     | Carlota McNabb  | JAM  | 4:53,8     |

### 100 m Hürden
| Platz | Athletin    | Land | Zeit (s) |
| ----- | ----------- | ---- | -------- |
| 1     | Ann Adams   | TTO  | 14,5     |
| 2     | Sonia Smith | BMU  | 15,0     |
| 3     | June Caddle | BRB  | 15,1     |

### 4 × 100 m Staffel
| Platz | Land                | Athletinnen | Zeit (s) |
| ----- | ------------------- | ----------- | -------- |
| 1     | Jamaika             |             | 45,7     |
| 2     | Bermuda             |             | 46,5     |
| 3     | Trinidad und Tobago |             | 48,4     |

### 4 × 400 m Staffel
| Platz | Land                | Athletinnen                                               | Zeit (min) |
| ----- | ------------------- | --------------------------------------------------------- | ---------- |
| 1     | Jamaika             | Reva Knight Verone Webber Jackie Pusey Maureen Gottschalk | 3:46,4     |
| 2     | Bermuda             |                                                           | 3:50,4     |
| 3     | Trinidad und Tobago |                                                           | 3:56,7     |

### Hochsprung
| Platz | Athletin       | Land | Höhe (m) |
| ----- | -------------- | ---- | -------- |
| 1     | June Griffith  | GUY  | 1,65     |
| 2     | Grace Jackson  | JAM  | 1,65     |
| 3     | Monica Johnson | BMU  | 1,63     |

### Weitsprung
| Platz | Athletin        | Land | Weite (m) |
| ----- | --------------- | ---- | --------- |
| 1     | Shonel Ferguson | BHS  | 6,20      |
| 2     | June Griffith   | GUY  | 5,66      |
| 3     | Sonia Smith     | BMU  | 5,53      |

### Kugelstoßen
| Platz | Athletin      | Land | Weite (m) |
| ----- | ------------- | ---- | --------- |
| 1     | Lucy Russell  | BHS  | 12,88     |
| 2     | Ninette Sacco | GLP  | 12,35     |
| 3     | Lynette Adams | BMU  | 11,94     |

### Diskuswurf
| Platz | Athletin      | Land | Weite (m) |
| ----- | ------------- | ---- | --------- |
| 1     | Elnur Smith   | BHS  | 37,40     |
| 2     | Beryl Bethel  | BHS  | 32,94     |
| 3     | Bessie Horton | BMU  | 32,14     |

### Speerwurf
| Platz | Athletin     | Land | Weite (m) |
| ----- | ------------ | ---- | --------- |
| 1     | Lyn George   | TTO  | 43,16     |
| 2     | J. Porter    | BHS  | 36,48     |
| 3     | Lucy Russell | BHS  | 35,94     |

## Männer U17

### 100 m
| Platz | Athlet        | Land | Zeit (s) |
| ----- | ------------- | ---- | -------- |
| 1     | Peter Hibbert | JAM  | 11,3     |
| 2     | Eric Berrie   | BRB  | 11,4     |
| 3     | E. McQueen    | BHS  | 11,4     |

### 200 m
| Platz | Athlet         | Land | Zeit (s) |
| ----- | -------------- | ---- | -------- |
| 1     | Peter Hibbert  | JAM  | 22,6     |
| 2     | Eric Berrie    | BRB  | 22,8     |
| 3     | Anthony Capron | BHS  | 23,1     |

### 400 m
| Platz | Athlet          | Land | Zeit (s) |
| ----- | --------------- | ---- | -------- |
| 1     | Michael Swan    | BMU  | 51,0     |
| 2     | C. Williams     | JAM  | 51,0     |
| 3     | Anthony Bullard | BHS  | 51,6     |

### Weitsprung
| Platz | Athlet         | Land | Weite (m) |
| ----- | -------------- | ---- | --------- |
| 1     | Brian Brangman | BMU  | 6,79 w    |
| 2     | K. Clarke      | BHS  | 6,61      |
| 3     | Dwight Davis   | JAM  | 6,53      |

### Dreisprung
| Platz | Athlet         | Land | Weite (m) |
| ----- | -------------- | ---- | --------- |
| 1     | Colin Thompson | BHS  | 13,64     |
| 2     | Dwight Davis   | JAM  | 13,32     |
| 3     | Brian Brangman | BMU  | 13,19     |

## Frauen U17

### 100 m
| Platz | Athletin      | Land | Zeit (s) |
| ----- | ------------- | ---- | -------- |
| 1     | Doreen Small  | JAM  | 12,3     |
| 2     | L. Richardson | BHS  | 12,5     |
| 3     | Esther Hope   | TTO  | 12,5     |

### 200 m
| Platz | Athletin      | Land | Zeit (s) |
| ----- | ------------- | ---- | -------- |
| 1     | Esther Hope   | TTO  | 25,3     |
| 2     | L. Richardson | BHS  | 25,4     |
| 3     | Donna Burgess | BMU  | 25,4     |

### 400 m
| Platz | Athletin      | Land | Zeit (s) |
| ----- | ------------- | ---- | -------- |
| 1     | Gina Smith    | BMU  | 59,1     |
| 2     | Eunice Greene | BHS  | 59,4     |
| 3     | Judy Roach    | TTO  | 59,8     |

### Weitsprung
| Platz | Athletin       | Land | Weite (m) |
| ----- | -------------- | ---- | --------- |
| 1     | Sharol Henry   | JAM  | 5,66      |
| 2     | Sonia Smith    | BMU  | 5,59      |
| 3     | Pamela Alleyne | BRB  | 5,55      |

## Medaillenspiegel
| Platz | Land                |    |    |    |    |
| ----- | ------------------- | -- | -- | -- | -- |
| 1     | Jamaika             | 12 | 9  | 10 | 31 |
| 2     | Bahamas             | 9  | 11 | 7  | 27 |
| 3     | Bermuda             | 9  | 9  | 12 | 30 |
| 4     | Barbados            | 4  | 3  | 4  | 11 |
| 5     | Trinidad und Tobago | 4  | 2  | 6  | 12 |
| 6     | Guyana              | 1  | 4  | 0  | 5  |
| 7     | Guadeloupe          | 0  | 1  | 0  | 1  |